# Левірат
Левіра́т (від лат. levir — дівер) — шлюбний звичай, за яким вдова мусила або могла одружитися вдруге лише з братом свого покійного чоловіка. Існував у багатьох народів на стадії патріархально-родового ладу. Діти від такого шлюбу часто вважалися дітьми покійного та успадковували його майно, титули тощо.
Звичай неодноразово згадується у Старому Заповіті.